# Parti communiste anarchiste japonais
Pour les articles homonymes, voir Parti communiste japonais (homonymie).
Le Parti communiste anarchiste japonais (Nihon Museifu Kyōsantō, 日本無政府共産党) est une organisation communiste anarchiste formée au Japon en 1934. Elle n'eut qu'une brève existence, brisée dès novembre 1935 par la répression. 
Bien que son nom soit proche de celui du Parti communiste japonais (Nihon Kyōsantō) fondé en 1922, son idéologie comme ses membres sont clairement distincts.

## Histoire
En 1933, la Ligue Anarchiste Communiste Japonaise (Nihon museifu kyōsanshugisha renmei) est fondée par Hisao Aizawa, Yoshio Futami, Tei Nemura et d'autres militant qui cherchaient  à redynamiser le mouvement anarchiste et à promouvoir la réunification des syndicats Zenkoku jiren et Jikyō (qui intervient en janvier 1934). La Ligue se forme alors comme un groupe secret, extrêmement discipliné, de militants professionnels, bien que résolument anarchiste et ne cherchant pas la conquête du pouvoir, l'influence stratégique du bolchevisme était forte. 
Le 30 janvier 1934, la Ligue est réorganisée pour devenir le Parti communiste anarchiste. L'organisation conserve sa pratique clandestine, les effectifs sont ainsi gardé à un nombre restreints de personnes, ce qui permet aussi d'éviter les infiltrations policières. Cependant le Parti étend  son recrutement, notamment en direction des militants syndicaux, permettant d'influencer les organisations. Avec cette stratégie, le Parti communiste anarchiste a largement repris le Jiyū Rengō Shimbun (Journal de la Fédération libertaire), qui était le journal de la Zenkoku Jiren depuis 1928, Aizawa Hisao était ainsi l'un des rédacteurs du journal de la Fédération libertaire. Grâce à ce relais, le Parti faisait publier des articles défendant leurs positions. 
En août 1934, le Parti tient un meeting, au cours de laquelle un programme politique et un programme d'action ont été élaborés. Le programme politique comportait huit points : 
1. Abolition des pouvoirs politiques et du système capitaliste,
2. Mise en place d'un système d'autonomie locale complète,
3. Abolition du régime de la propriété privée,
4. Propriété commune des moyens de production et de la terre,
5. Abolition du salariat,
6. Contrôle de la production par les travailleurs et les agriculteurs,
7. Disponibilité de l'éducation et de la culture,
8. Abolition des frontières nationales artificielles[3].

Le programme d'action défendait des revendications qui mêlaient les réformes au sein du capitalisme et l'abolition de celui-ci. Tandis que la stratégie demeurait celle d'une organisation « anarcho-bolchevique » : il appartenait au Parti de s'emparer de l'hégémonie sociale, puis, une fois le peuple engagé dans la transformation économique par la base et prêt à exercer son propre contrôle sur la société, le Parti abandonnerai de lui-même le pouvoir. Le militants du Parti considéraient leur adhésion aux idées anarchistes comme une garantie contre les abus de cette doctrine. 
Les idées du parti diffusées au cours de l'année 1934 sous la forme de pamphlets écrits anonymement par Aizawa Hisao (Stratégies et tactiques prolétariennes et Thèses du Parti communiste anarchiste japonais) ont été reçues avec circonspection par certains militants historiques du mouvement anarchistes. Iwasa Sakutarō, théoricien de l'anarcho-communisme reconnu, a ainsi manifesté son étonnement devant l'avant-gardisme exprimé, considérant que les idées exposées n'étaient tout simplement pas anarchiste. 
En 1935, des militants du parti attaquent une banque tokyoïte. Ce braquage, qui doit servir à financer l'organisation, donne lieu à l'Affaire du gang du Parti communiste anarchiste japonais et un certain nombre de personnes impliquées dans le Parti anarcho-communiste sont arrêtées lors de l'Affaire du Parti anarcho-communiste (Museifu Kyōsantō Jiken). L'incident amènera au déclenchement simultané de l'Affaire des Jeunesses rurales (Nōson seinen-sha jiken), ce qui conduit à la fin de l'activité anarchiste d'avant-guerre.

## L'Affaire du Parti anarcho-communiste
L'Affaire du Parti anarcho-communiste (Museifu kyōsantō jiken) commence le 6 novembre 1935, lorsque Hisao Aizawa , Toshio Futami, Minoru Terao avec d'autres militants prennent l'initiative de se procurer des fonds afin de financer les activités du Parti à travers des braquages de banques. Ils organisent alors des attaques de banques Raid de Tokyo City Takada Nosho bank situé à Toshima-ku, Takada-cho, qui se conclut par un échec. La police lance alors une vaste chasse à l'homme pour retrouver les responsables. 
Le 10 novembre, Aizawa et ses comparses tentent de s'échapper de Kobe à Shanghai par bateau. Mais les policiers de la préfecture de Hyōgo l'arrêtent en tant que suspect, Aizawa est alors soumis à un interrogatoire violent. Au même moment, Futami réussit à échapper à la police préfectorale de Hyōgo. À la suite d'enquêtes menées par le département de la police métropolitaine et d'autres services de police préfectoraux sur Aizawa et ces camarades, ils ont pris connaissance d'autres plans d'attaques contre des banques et des bureaux de poste. Alors que de plus en plus de détails sur le Parti étaient révélés, l'affaire a rapidement fait boule de neige, passant de l'enquête de routine sur un acte criminel à une affaire politique de première ampleur. Le 24 décembre, Futami est finalement arrêté par un officier de la Haute police spéciale (特別高等警察, Tokubetsu Kōtō Keisatsu) au Ginza 2-chome, Kyobashi-ku, à Tokyo. 
Des rafles massives de centaines d'anarchistes, y compris d'anarchistes qui n'avaient aucun lien avec le parti, ont lieu décapitant la Zenkoku Jiren. Environ 400 anarchistes sont arrêtés dans les derniers mois de 1935 et retenus incarcérés pendant de longs mois. Dix-sept personnes sont finalement condamnées. Le plus grand crime retenu était l'organisation du Parti communiste anarchiste, qui était une violation de la loi de préservation de la paix sur la sécurité. Le Parti communiste anarchiste n'avait jamais mentionné vouloir en finir avec le système impérial, mais le tribunal a tout de même conclu à des violations de la loi sur la sécurité. 
Alors que de plus en plus d'anarchistes étaient emmenés pour être interrogés à la fin de 1935, la police a recueilli de plus en plus de renseignements sur le « Mouvement des Jeunesses rurales ». Bien qu'il ait été dissous plus de trois ans auparavant, une Affaire des Jeunesses rurales a été montée et 350 autres anarchistes ont été arrêtés en mai 1936. 
En outre, en mai 1936, les interrogatoires de Toshio Futami et Minoru Terao révèlent qu'une grande quantité de dynamite volées et 120 détonateurs avaient été enterrés et cachés sur la côte d'Okitsu-cho, Isumi-gun, Chiba (aujourd'hui Ubara, Katsuura-shi).  
En conséquence de ces deux affaires, le mouvement anarchiste japonais déjà extrêmement fragilisé s'est retrouvé complètement annihilé. Pour beaucoup de militants, l'Affaire du Parti communiste anarchiste était le résultat de l'aventurisme d'intellectuels élitistes et coupés des masses. Les syndicats liés à la Zenkoku jiren reçurent un coup fatal et beaucoup de militants se retirèrent pour d'essayer de rester en vie, en attendant le jour où l'État serait, à son tour, mis à genoux,.